# Dichochrysa spadix
Dichochrysa spadix är en insektsart som först beskrevs av Hölzel 1988.  Dichochrysa spadix ingår i släktet Dichochrysa och familjen guldögonsländor. Inga underarter finns listade i Catalogue of Life.